# 出口夏希
出口夏希（日语：／ Deguchi natsuki；2001年10月4日—），日本女演員。生於中國，父亲为日本人，母亲为中国人，从小移民到日本，隸屬於INCENT GROUP事務所。2018年，擔任過《Seventeen》專屬模特，
主要作品有可可亞、閃爍的青春、咖喱之歌和舞伎家的料理人。

## 演藝經歷
2018年，擔任《Seventeen》專屬模特。
2019年1月4日，參演的電視劇《可可亞》播出
9月2日，參演由神尾楓珠主演的網劇《主人公》，在劇中飾演原祐奈。
2020年，主演電視劇《咖哩之歌》
8月27日，出演的電視劇《默默奉獻的灰姑娘藥師》和其衍生劇《灰姑娘藥劑師番外篇∼新人藥劑師相原胡桃∼》播出
9月14日，參演的電視劇《30禁 這是30歲未滿禁談的戀愛》開播。
10月10日，出演的電視劇《咖哩之歌》播出 。
2021年4月6日，出演的TBS電視台深夜檔電視劇《槍彈少女》播出。
4月24日，參演的電視劇《小太郎一個人生活》播出。
2022年，與森七菜共同主演電視劇《舞伎家的料理人》
2月23日，出演的日版《來自星星的你》在Prime Video獨家播出。
8月6日，參演的電視劇《混蛋之吻》播出。
9月16日，出演的電影《沉默的巡遊》上映。
10月18日，擔任《non-no》專屬模特。
2023年，參演電視劇《18／40 －兩個人的夢想與戀愛－》。
6月21日，參演的《18／40 －兩個人的夢想與戀愛－》海報公開，將於7月11日開播。
9月22日，參演的電視劇《青春之旅真人版 第一季》播出。
2024年1月8日，出演的1月富士台月九劇
《因為你把心給了我》播出。
1月19日，參演的電視劇《青春之旅真人版 第二季》播出。
4月24日，參演的電視劇《藍調時刻》播出。
4月25日，主演的電影《餘生一年的我遇見了餘生半年的你的故事》公開預告，該電影於6月27日上線。
8月2日，主演的電影《赤羽骨子的親衞隊》上映，飾演女主赤羽骨子。

## 出演作品列表

### 電視劇

#### 2019年
- 可可亞：主演 鈴森香（2019年1月4日，富士電視台）[1][2]

#### 2020年
- 默默奉獻的灰姑娘 ～醫院藥劑師的處方箋～：飾演 長谷川愛里（2020年7月16日）
- 灰姑娘藥劑師番外篇∼新人藥劑師相原胡桃∼：飾演 長谷川愛里（2020年8月27日）
- 30禁 這是30歲未滿禁談的戀愛：飾演 今井惠菜（2020年9月14日）
- 咖喱之歌：飾演 小圓（2020年10月10日）

#### 2021年
- 槍彈少女：飾演 稻田秋帆（2021年4月6日）
- 小太郎一個人生活：飾演 二葉透子（2021年4月24日）

#### 2022年
- 混蛋之吻：飾演 美山李里奈（2022年8月6日）

#### 2023年
- 舞伎家的料理人：飾演 户來堇（2023年1月12日）
- 18／40 －兩個人的夢想與戀愛－ 飾演 西村世奈（2023年7月11日）
- 閃爍的青春：飾演 吉岡雙葉（2023年9月22日）
- 至愛之花：飾演 大學時代的志木美鳥（2023年12月7日）

#### 2024年
- 因為你把心給了我：飾演 朝野春陽（2024年1月8日）
- 閃爍的青春 第二季：飾演 吉岡雙葉（2024年1月19日）
- BLUE MOMENT：飾演 雲田彩（2024年4月24日）

### 電影
- 沉默的遊行：飾演 並木夏美（2022年9月16日）
- 餘生一年的我，與可活半年的妳相遇：飾演 櫻井春奈（2024年6月27日）
- 赤羽骨子的秘密保鑣：飾演 赤羽骨子（2024年8月2日）

## 外部連結
- 經紀公司個人介紹頁面
- 出口夏希的X（前Twitter）
- 出口夏希的Instagram帳戶